# Горбач, Феодосий Родионович
Феодо́сий Родио́нович Горба́ч (1912 — 29 января 1945) — участник Великой Отечественной войны, Герой Советского Союза. Командир отделения мотострелкового батальона 19-й гвардейской механизированной бригады 8-го гвардейского механизированного корпуса 1-й гвардейской танковой армии 1-го Белорусского фронта, гвардии младший сержант.

## Биография
Родился в 1912 году в селе Ядуты ныне Борзнянского района Черниговской области в крестьянской семье. Украинец. Образование начальное (4 класса). Был учеником портного. В 1932 году вступил в колхоз. В 1934 году был призван на службу в пограничные войска НКВД СССР. После демобилизации снова работал в колхозе.
В 1943 году был призван в Красную Армию и назначен в 19-ю гвардейскую механизированную бригаду 8-го гвардейского механизированного корпуса. Участвовал в боях на Правобережной Украине. В ходе Проскуровско-Черновицкой наступательной операции в марте 1944 года под городом Коломыя был ранен.
После возвращения в строй был снова тяжело ранен в боях на Сандомирском плацдарме.
29 января 1945 года Феодосий Родионович Горбач совершил подвиг — своим телом закрыл амбразуру вражеского ДЗОТа во время наступательного боя на подступах к селению Нойдорф северо-восточнее города Бомст (сейчас — Бабимост, Польша).
Командир отделения Горбач, осмотревшись, увидел дзот — из-под бугра между деревьями вырывались огненные струи. Используя складки местности, он быстро пополз к дзоту. Брошенные им в амбразуру две гранаты лишь на какое-то мгновенье прервали пулемётный огонь. К тому же во время броска второй гранаты самого Горбача тяжело ранила пулемётная очередь. И тогда отважный воин своим телом закрыл амбразуру дзота… Вражеский пулемёт захлебнулся и умолк. Наступавший батальон, воодушевлённый подвигом однополчанина, устремился вперёд и успешно выполнил боевую задачу.
Указом Президиума Верховного Совета СССР от 24 марта 1945 года «за образцовое выполнение боевых заданий командования на фронте борьбы с немецко-фашистскими захватчиками и проявленные при этом исключительный героизм и самопожертвование» гвардии младшему сержанту Феодосию Родионовичу Горбачу присвоено звание Героя Советского Союза (посмертно).
Похоронен Ф. Р. Горбач в Польше на берегу реки Варта.

## Память
Приказом Министра обороны СССР от 29 июня 1966 года Ф. Р. Горбач навечно зачислен в списки личного состава 1-го мотострелкового батальона 19-й гвардейской механизированной Лодзинской ордена Ленина, Краснознаменной, орденов Суворова и Богдана Хмельницкого бригады.
В родном селе Ядуты установлен бронзовый бюст Героя. Местная школа и улица села носят имя Феодосия Горбача.